# Ernst Franz von Waldstein

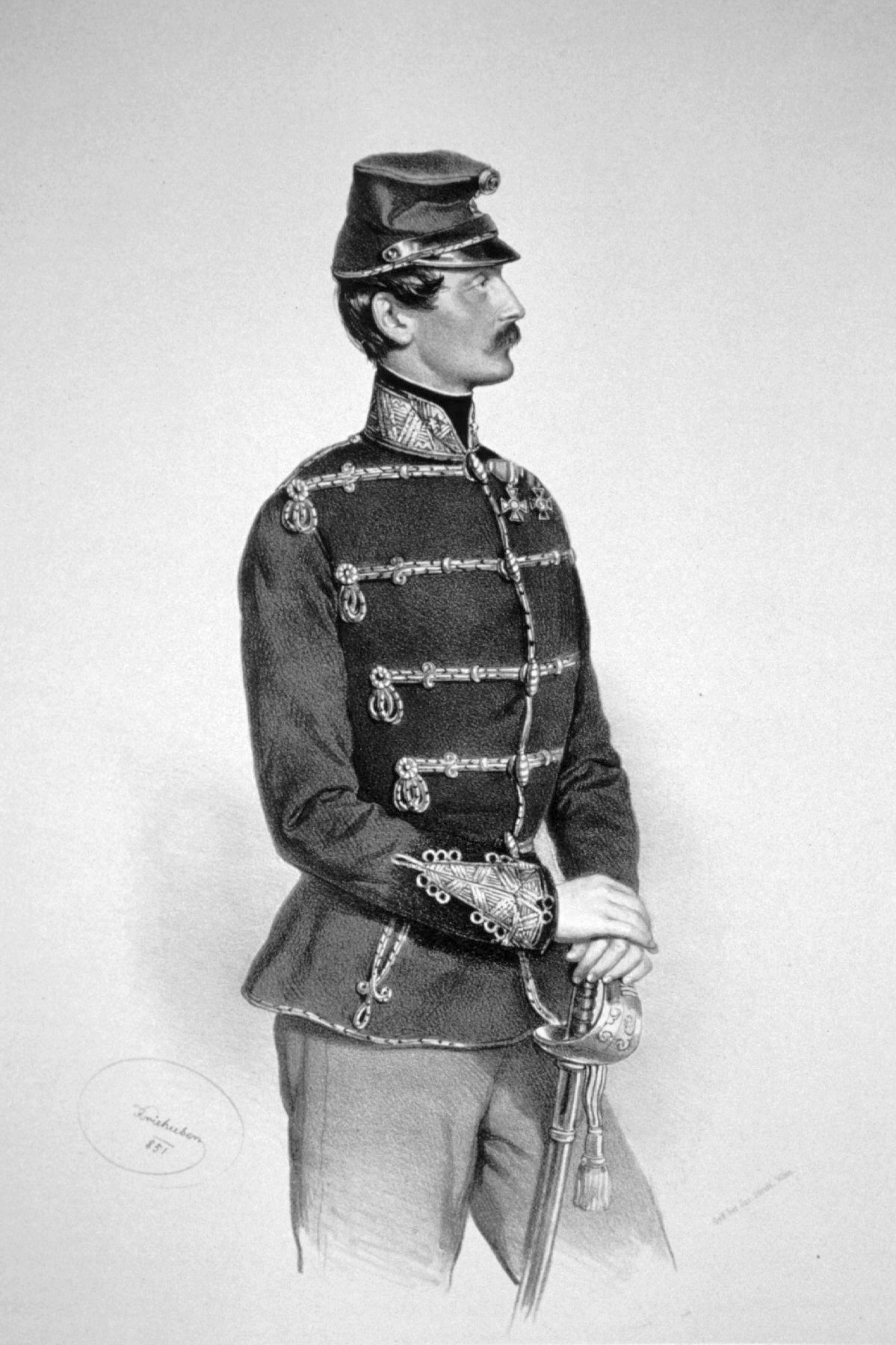
Ernst Franz von Waldstein (1821–1904)

Graf Ernst Franz de Paula von Waldstein (* 10. Oktober 1821 in Prag; † 1. August 1904 ebenda) war Freiherr von Münchengrätz und Dux, erbliches Mitglied des Herrenhauses des österreichischen Reichsrates. Ferner war er Ehrenritter des Malteser Ordens.

## Herkunft
Er entstammt der ersten Hauptlinie Wartenberg-Münchengrätz der Familie Waldstein. Seine Eltern waren der Graf Christian Vincenz von Waldstein (* 2. Januar 1794; † 24. Dezember 1858) und dessen Ehefrau der Gräfin Maria von Thun-Hohenstein (* 21. August 1793; † 20. Januar 1861).

## Leben
Er trat bereits in jungen Jahren in die k. k. Armee ein. Während der Unruhen in Ungarn 1848 und 1849 war er Oberleutnant im Husaren-Regiment Nr. 4 (Vécsey). Für sein ausgezeichnetes Verhalten vor dem Feinde erhielt er das gerade erst gestiftete Militär-Verdienstkreuz.
Er erbte 1858 von seinem Vater den Fideikommiss, verließ etwas später die Armee und wurde am 18. April 1861 zum erblichen Reichsrat ernannt. Im gleichen Jahr erfolgte seine Wahl in den böhmischen Landtag. Dort gehörte er zur verfassungstreuen Partei.
Das Graf hatte umfangreichen Besitz. Dazu gehörten Fideicommissherrschaften Münchengrätz, Weißwasser (bis 1848), Hühnerwasser, Hirschberg, Schloss Neuperstein mit Dauba, Stiehlau, Nebillau, Wessella und Kotzenitz in Böhmen. Ferner war er Besitzer der Allodialherrschaften Boros-Sebes und Monyásza und der Allodialgüter Szelesan und Rawna in Ungarn Magnat dieses Königreiches. Dazu hatte er den Ehrentitel eines Oberst-Erbland-Vorschneider des Königreichs Böhmen.
Im Krieg von 1866 war er Major und Flügeladjutant. Auch hier erhielt er für sein Verhalten vor dem Feinde die allerhöchste Belobigung.
1867 erhielt er von Kaiser den Orden vom Goldenen Vließ (Nr. 1009). Am 3. Februar 1890 wurde er Ehrenritter des Malteser Ordens.
Auf Anfrage des Kaisers übernahm er die Finanzierung der Anfertigungskosten der Wallenstein-Statue für das k.k. Waffenmuseum.

## Familie

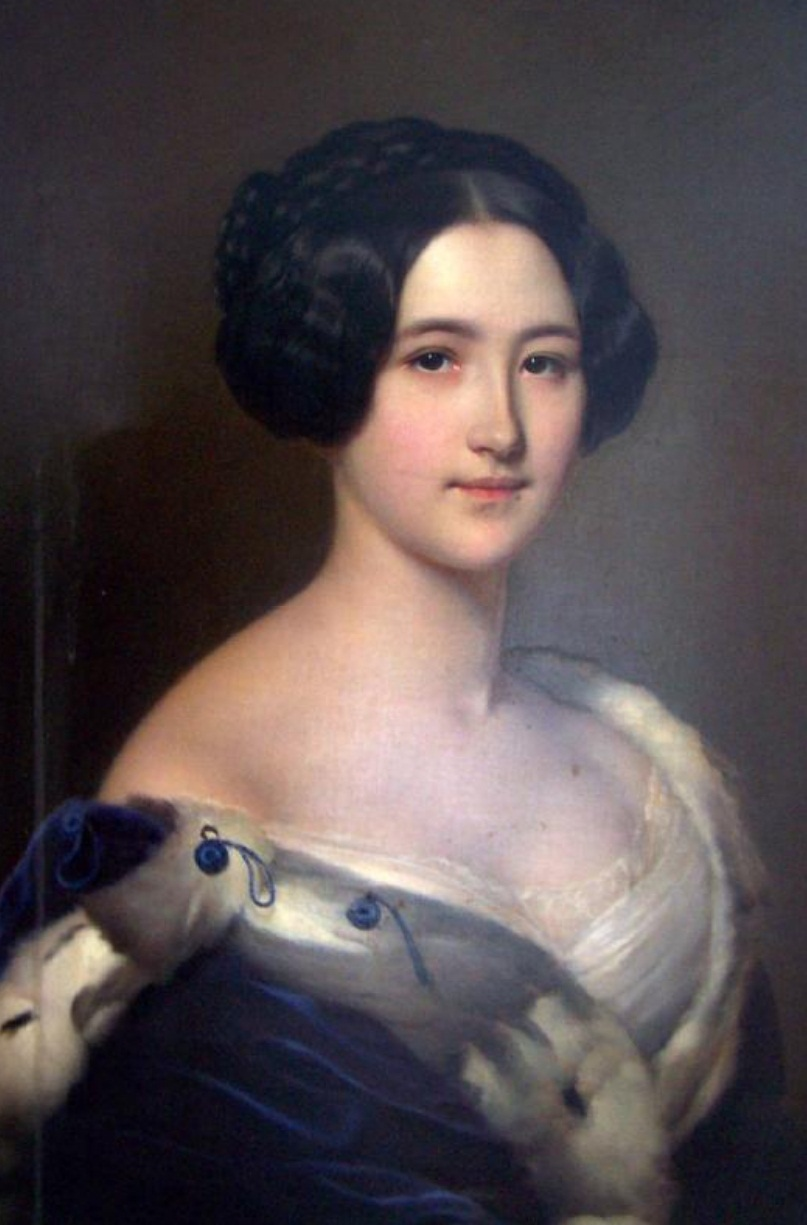
Anna Maria von Waldstein (1830–1849), erste Ehefrau von Ernst Franz

Waldstein heiratete am 14. Mai 1848 die Prinzessin Anna zu Schwarzenberg (* 20. Februar 1830; † 11. Februar 1849). Das Paar hatte einen Sohn:
- Ernst Karl (* 4. Februar 1849; † 27. Juni 1913), k. k. Kämmerer

⚭ 1873 Gräfin Franziska von Thun und Hohenstein zu Klösterle (* 3. August 1852; † 24. Juli 1894)
⚭ 1898 Gräfin Josefine von Rumerskirch (* 4. September 1848; † 28. November 1901)
⚭ 1904 Gräfin Maria von Rumerskirch (* 31. Januar 1852; † 30. Dezember 1955)
Nach dem frühen Tod seiner ersten Frau heiratete er am 23. Juni 1851 die Prinzessin  Maria Leopoldine zu Schwarzenberg (* 2. November 1833; † 8. Februar 1909), k. k. Sternkreuzordens- und Palastdame der Kaiserin Elisabeth. Das Paar hatte mehrere Kinder:
- Anna Eleonore (* 11. Juli 1853; † 12. April 1903)
- Marie Karoline (* 14. August 1854; † 4. September 1934), Oberin des Klosters vom Heiligen Herzen Jesu
- Gabriele (* 19. August 1857; † 28. Oktober 1948) ⚭ 1880 Graf Reinhard zu Neipperg (* 30. Juli 1856; † 15. Januar 1919)
- Christiane (* 12. Juni 1859; † 6. August 1935), Hofdame und Schriftstellerin[4] ⚭ 1878 Graf Oswald von Thun-Hohenstein (* 14. Dezember 1849; † 21. Oktober 1913)
- Karl (* 4. Juni 1861; † 3. Juli 1884)
- Adolph (* 27. Dezember 1868; † 20. Juni 1930), K.u.K Kämmerer und Geheimer Rat ⚭ 1895 Gräfin Sophia von Hoyos-Sprinzenstein (* 14. September 1874; † 24. März 1922)